# Zenophleps
Zenophleps is een geslacht van vlinders van de familie spanners (Geometridae), uit de onderfamilie Larentiinae.

## Soorten
- Z. alpinata Cassino, 1927
- Z. lignicolorata (Packard, 1874)
- Z. pallescens McDunnough, 1938
- Z. victoria Taylor, 1906